# بروميد النيكل الثنائي
بروميد النيكل الثنائي مركب كيميائي يتألف من عنصري البروم والنيكل، وصيغته الكيميائية NiBr2، ويوجد في الشكل اللامائي على هيئة بلورات صفراء بنية، أما في الشكل المائي سداسي الهيدرات فيكون على شكل صلب فيروزي اللون.

## التحضير
يحضر المركب من التفاعل المباشر بين عنصر النيكل والبروم:
{\displaystyle \mathrm {Ni+Br_{2}\longrightarrow NiBr_{2}} }

## الخواص
يوجد المركب في شكله اللامائي على هيئة صلب بلوي صذي لون بني مصفر، أما في الشكل المائي فيمكن أن يكون على هيئة ثلاثي هيدرات NiBr2 · 3 H2O أو سداسي هيدرات NiBr2 · 6 H2O، والأخير يكون على شكل صلب فيروزي اللون.
المركب قابل للانحلال بشكل جيد في الماء، بالإضافة إلى الميثانول والأسيتون.